# Guillaume Thomas François Raynal

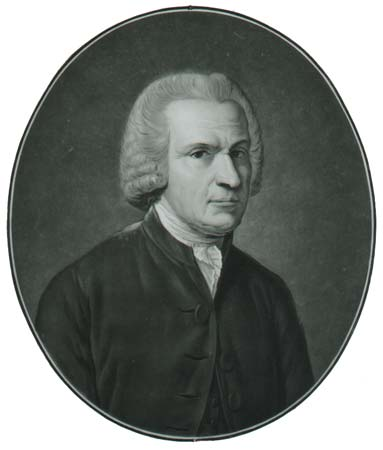
Guillaume Raynal

Guillaume-Thomas François Raynal, auch Abbé Raynal (* 12. April 1713 in Lapanouse in der Rouergue; † 6. März 1796 in Passy), war ein französischer Schriftsteller. Er wurde durch seine Geschichte zweier Indien (1770) berühmt, eine der meistgelesenen Schriften der Spätaufklärung.

## Leben

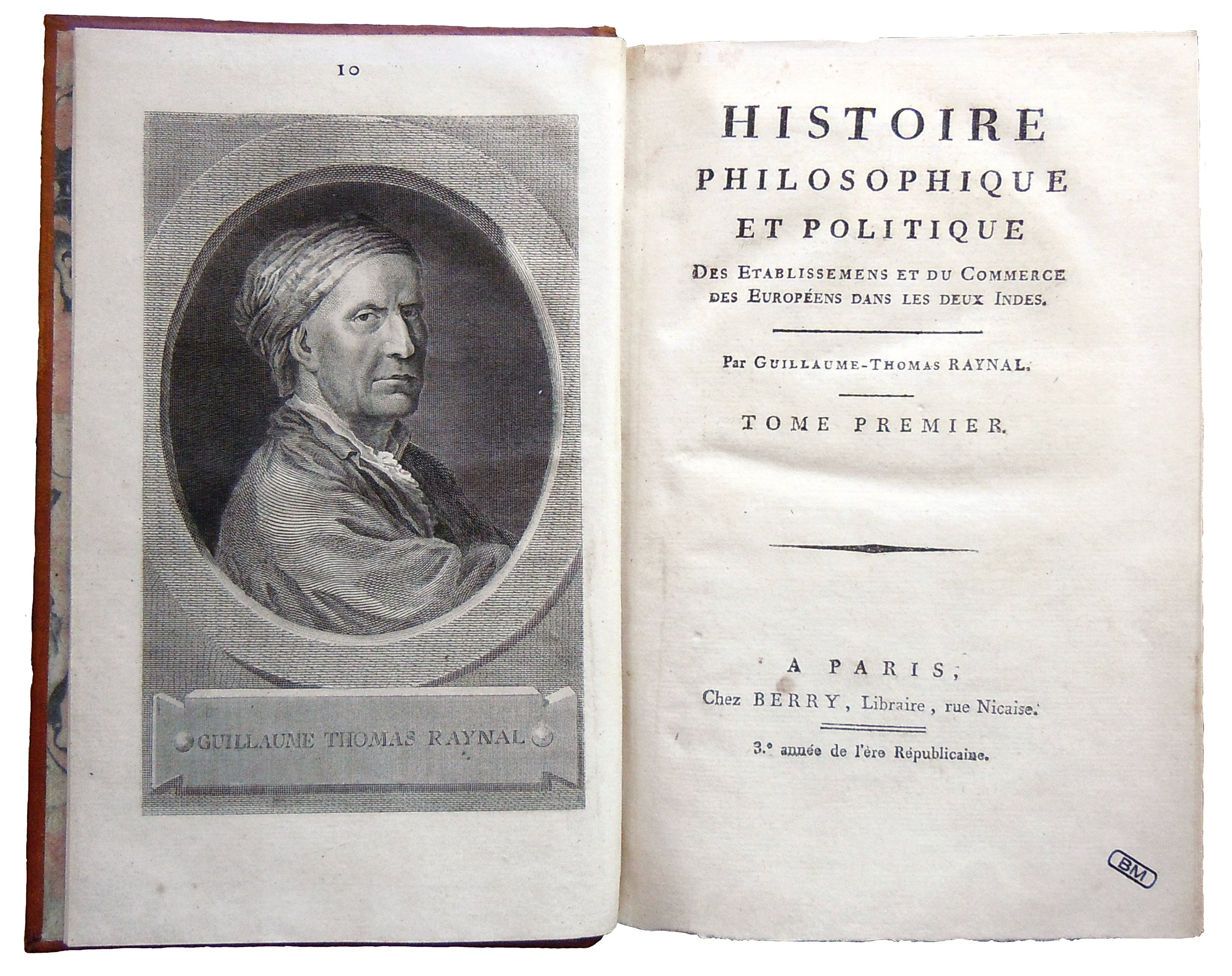
Histoire philosophique, 1794

Nach langen Studien bei den Jesuiten wurde Raynal 1743 Priester. 1746 ging er nach Paris, wo er die Kirchengemeinde Saint-Sulpice übernahm. Wenige Zeit später war er Hauslehrer in tonangebenden Familien und trat in Kontakt mit verschiedenen politischen Persönlichkeiten.
In dieser Zeit begann er seine ersten Texte in den Nouvelles littéraires (1747–1755) zu veröffentlichen. Ab dem Jahre 1753 führte Friedrich Melchior Grimm die handschriftlichen Publikationen als Correspondance littéraire, philosophique et critique weiter. Weitere Werke von Raynal waren die Histoire du Stadhoudérat (1747) und die Histoire du Parlement d’Angleterre (1748).
In Anerkennung seiner Verdienste wurde er 1750 zum Chefredakteur (directeur) des Mercure de France ernannt. Einer seiner Protégés war der Journalist Jean Baptiste Antoine Suard. Am Sonntag, dem 6. Oktober 1765 traf er in Holbachs „Coterie“ u. a. mit Paul Henri Thiry d’Holbach, Denis Diderot, Horace Walpole, Allan Ramsay und David Hume zu dîner und Konversation zusammen – was Horace Walpole nicht davon abhielt, im November 1774 an Henry Seymour Conway (1721–1795) zu schreiben, dass der Abbé Raynal eine der lästigsten Kreaturen auf der Welt sei.
Im Jahre 1777 am 25. Mai besuchte er London. Dort war er am 30. Mai 1777 im House of Commons of the United Kingdom in einer Debatte zum Thema der Abschaffung der Sklaverei anwesend. Seine Englandreise führte ihn im Juli 1777 auch nach Bristol, wo er seinen Freund Edmund Burke traf.
1770 publizierte er die erste Ausgabe seiner Histoire philosophique et politique des établissements et du commerce des Européens dans les deux Indes – das eine Indien steht für das östliche Indien oder Asien, das westliche Indien steht für die Karibik und Lateinamerika –, an der später Denis Diderot mitarbeitete. Nachdem sie 1772 verboten worden war, publizierte der Abbé Raynal die Histoire de deux Indes 1774 erneut. Die neue Auflage wurde von dem Klerus sofort auf den Index gesetzt.
Die noch konsequentere dritte Auflage erschien 1780. Darin finden sich etwa 270 Einträge von Diderot, der somit Raynals „produktivster Mitarbeiter“ wurde. Die drastische Schilderung des Elends, unter denen die Sklaven in den amerikanischen Plantagen leben mussten, führte zu breiter öffentlicher Empörung in Europa und stärkte den Abolitionismus. Raynal selbst sprach sich nicht für eine Abschaffung der Sklaverei aus, sondern wollte sie nur mildern und „Missbräuche“ abstellen. Er stellte sich vor, man könne die Arbeitsbedingungen der Sklaven dahingehend ändern, dass sich die Arbeit für sie lohne und sie aus eigenem Interesse arbeiteten.
Im Oktober des Jahres 1781 hielt er sich zeitweise in der Schweiz in Vevey auf. Das Werk wurde am 21. Mai 1781 vom Parlement von Paris dazu verdammt, dass es öffentlich vom Henker verbrannt wurde. Aber es hatte einigen Erfolg bei den Lesern.
Raynal wurde bedroht. Er flüchtete und verließ Frankreich. Sein Fluchtweg führte ihn über Belgien im Juli 1781 und von dort nach Mainz im März 1782, wo er mit dem Gesandten oder Geschäftsträger der Republik der Sieben Vereinigten Provinzen Georg Ernst Lucius (1736–1800) am kurfürstlichen Hof Bekanntschaft machte. Anfang April reiste er dann über Frankfurt am Main, wohin er sich seine Post und Korrespondenz hatte nachsenden lassen, nach Gotha und Weimar, wo er im April 1782 eintraf. In Weimar traf er sehr wahrscheinlich mit Johann Wolfgang von Goethe zusammen. Letztlich fand er Zuflucht bei Friedrich dem Großen in Preußen, wo er über die Neuauflage seines Werkes wachte. Auf dem Rütli wollte er ein Monument zum Ruhme der Freiheit errichten, das schließlich 10 Jahre lang auf den Meggenhorn von Luzern stand.
1784 kehrte er nach Frankreich zurück und hielt sich in Toulon auf, dann in Marseille. Er begründete akademische Preise, die den Erfolg seines Werks in den europäischen Akademien verlängerten. Angesichts der revolutionären Ereignisse richtete er am 31. Mai 1791 einen Brief an die Nationalversammlung, in welchem er auf die Anwendung seiner Ideen einging und das neue Regime an seine Verantwortung erinnerte. „... ich habe zu den Königen gesprochen, dulden Sie es daher, daß ich heute zum Volk von seinen Irrtümern rede.“ Von den neuen Machthabern wegen dieser Stellungnahme verunglimpft, geriet er in Vergessenheit.
1795 wurde er einige Monate vor seinem Tod zum Mitglied des Institut de France gewählt. Unter Hinweis auf sein hohes Alter lehnte er die Wahl ab und verstarb in Passy am 6. März 1796.

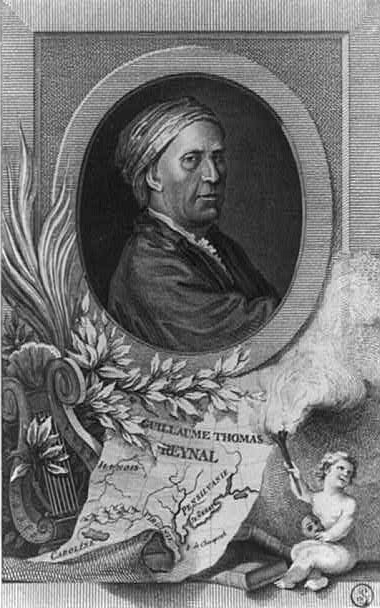
Porträt des Guillaume-Thomas Raynal, darunter eine Karte von Virginia

Er war Mitglied der Königlich-Preußischen Akademie der Wissenschaften, der Royal Society und der Royal Society of Edinburgh.
1999 wurde der Asteroid (11039) Raynal nach ihm benannt.

## Werke
- Histoire philosophique et politique des établissements et du commerce des Européens dans les deux Indes. Amsterdam 1770, Den Haag 1774, Genf 1780.
- Wilhelm Thomas Raynals philosophische und politische Geschichte der Besitzungen und Handlung der Europäer in beyden Indien. Zehn Bände. Verlag der typographischen Gesellschaft, Kempten 1783–1788 (Digitalisate: Band 1 – Band 2 – Band 3 – Band 4 – Band 5 – Band 6 – Band 7 – Band 8 – Band 9 – Band 10).
- Die Geschichte beider Indien. Franz Greno, Nördlingen 1988, ISBN 3-8218-4042-0, Reihe Die Andere Bibliothek (Auswahl).
- Staatsveränderung von Amerika. Frankfurt und Leipzig 1782.